# Station Hebden Bridge
Hebden Bridge is een spoorwegstation van National Rail in Hebden Bridge, Calderdale in Engeland. Het station is eigendom van Network Rail en wordt beheerd door Northern Rail. Het station is geopend in 1840. Het station is Grade II listed

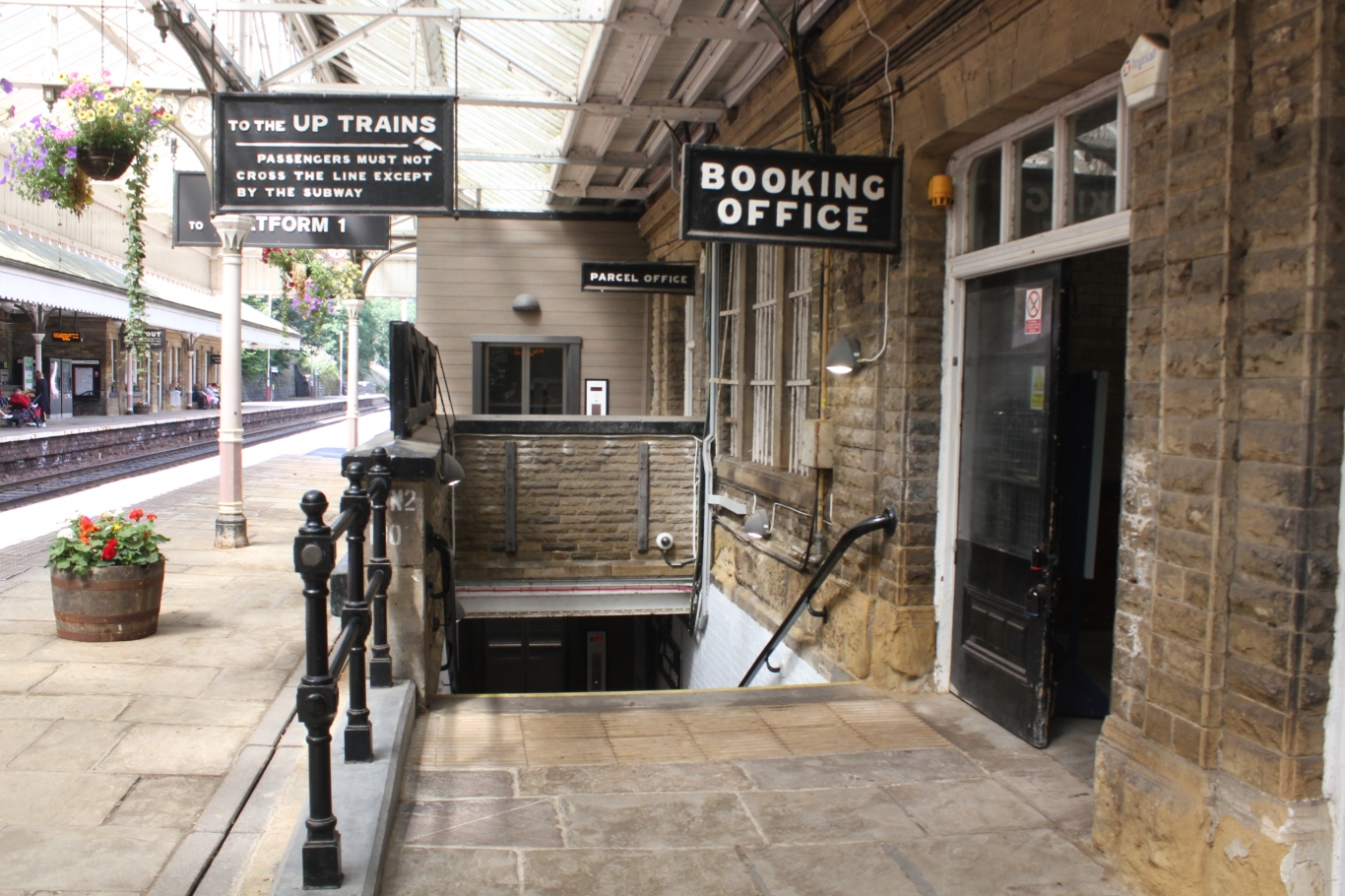
Perrons
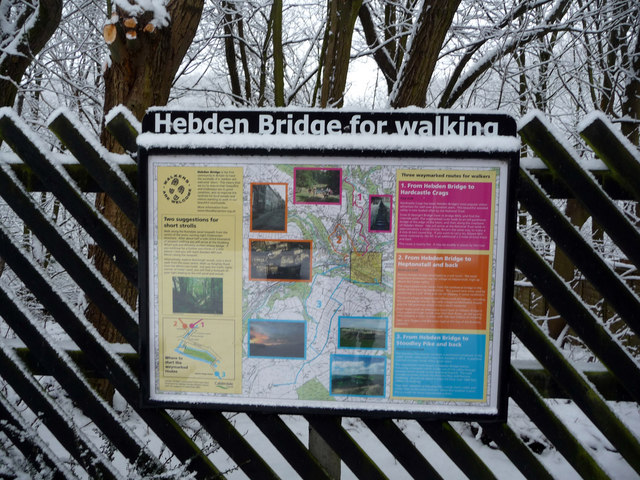
Wandelroutes vanaf het station
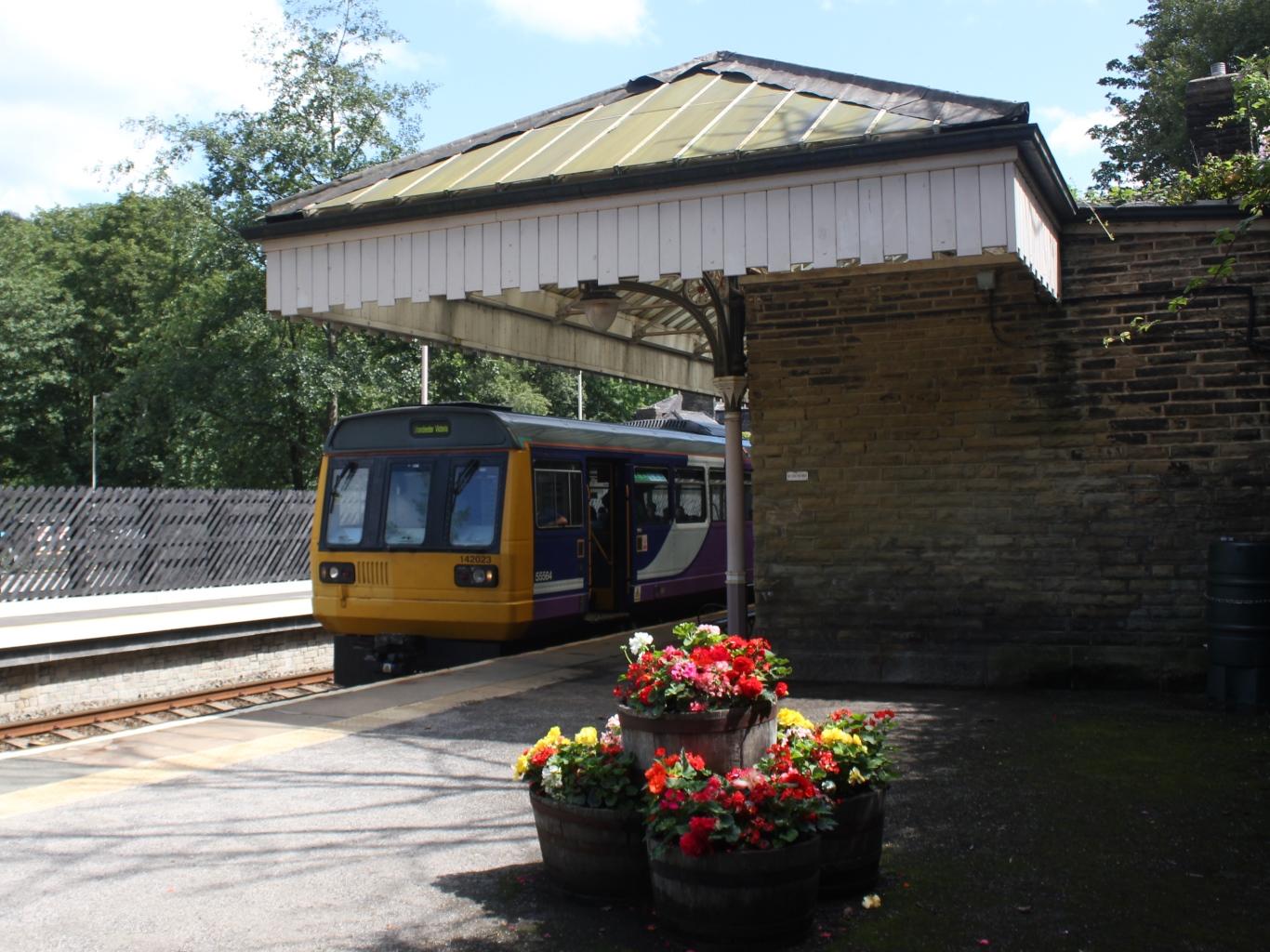
Class 142 "Pacer" naar Manchester, 2019